# Президент Танзанії
Президент Танзанії — голова держави та уряду Танзанії, який обирається всенародно на 5-річний термін. Посада вперше з'явилася після повалення монархії у 1964, коли Танзанія стала республікою.

## Список президентів Танзанії
- Джуліус Ньєрере (1961—1985)
- Алі Гассан Мвіньї (1985—1995)
- Бенджамін Мкапа(1995—2005)
- Джакайя Кіквете (2005—2015)
- Джон Магуфулі (2015—2021)
- Самія Сулуху (2021-)